# IOS 13
iOS 13 ist die 13. Version von iOS, dem mobilen Betriebssystem von Apple. Es wurde am 3. Juni 2019 auf der Worldwide Developers Conference zusammen mit watchOS 6, tvOS 13, macOS Catalina und iPadOS vorgestellt, wobei es sich bei letzterem um eine erweiterte iOS-13-Version für das iPad handelt. iOS 13 wurde am 19. September 2019 (iOS 13) veröffentlicht.

## Änderungen
Die neue Version des Betriebssystems bietet zum einen Verbesserungen in der Performance. So sollen Apps bis zu doppelt so schnell starten. Zum anderen wurden viele der Standard-Apps überarbeitet. Laut Apple wurde beispielsweise die Erinnerungen-App komplett neu programmiert und bietet neue Arten von Listen und neue Funktionen zur Eingabe von Todo-Einträgen. Auch wurden neue Sicherheits- und Datenschutz-Funktionen eingeführt. So können Standortdienste noch genauer freigegeben werden. Mit dem neuen systemweiten Dark-Mode können Apps mit einem dunkleren Aussehen genutzt werden. Apples Fotos-App bietet neue Funktionen, um Video- und Foto-Aufnahmen zu bearbeiten. Der Assistent-Dienst Siri bietet eine verbesserte Sprachqualität durch eine sogenannte Neural Engine, die alle Sätze und Wörter maschinell erstellt, statt auf aufgenommene Audiodateien zurückzugreifen.
Nach dem Zusammenschluss von iPhone OS und iPad OS im Jahre 2010 trennt Apple mit dieser iOS-Version die Betriebssysteme des iPhones und des iPads wieder. Für das Tablet wird das Betriebssystem ab sofort als iPadOS vermarktet.

## Systemfunktionen

### Datenschutz
iOS 13 ändert den Umgang mit Standortdaten. Wenn eine App den Zugriff auf den Standort anfordert, kann der Benutzer wählen, ob er den Zugriff immer, nie oder nur einmal gewähren möchte, immer er die App verwendet. Der Benutzer erhält ähnliche Aufforderungen für den Zugriff auf den Standort im Hintergrund und wenn eine App den Zugriff auf Bluetooth oder Wi-Fi anfordert (der auch für nicht-einvernehmliche Standortverfolgung verwendet werden kann).
Im August 2019 wurde berichtet, dass ab April 2020 die PushKit-API für VoIP auf die Nutzung von Internettelefonen beschränkt wird und damit ein „Schlupfloch“ geschlossen wird, das von anderen Apps für die Sammlung von Hintergrunddaten genutzt wurde.

### Benutzeroberfläche
Ein systemweiter Dark Mode ermöglicht es Benutzern, ein Hell-auf-Dunkel-Farbschema für die gesamte iOS- und iPadOS-Benutzeroberfläche, alle nativen Anwendungen und unterstützte Drittanbieter-Apps zu aktivieren. Dieser kann manuell eingeschaltet oder so eingestellt werden, dass er je nach Tageszeit automatisch zwischen hellem und dunklem Modus wechselt.
Die Lautstärkeanzeige wurde neu gestaltet und ersetzt das größere, zentrierte Overlay durch eine schlankere Leiste, die im Hochformat vertikal neben den Lautstärketasten und im Querformat oben angezeigt wird. Der Balken kann auch direkt manipuliert werden.
Die Karten-UI-Elemente von Apple Music, Apple Podcasts und Apple Books wurden systemweit implementiert und sind eine Option für Drittanbieter, die sie in ihren Apps verwenden können.

### Siri
Siri verwendet eine softwaregenerierte Stimme namens „Neural TTS“, die natürlicher klingen soll als frühere Versionen, die Clips von menschlichen Stimmen verwenden. Siri wurde auch funktioneller und es gibt eine neue Klangsteuerung. Die App Siri Shortcuts ist standardmäßig installiert. Siri nutzt den HomePod auch zum Lernen und Erkennen von Stimmen verschiedener Personen. Es ist auch möglich, dass Siri eingehende Nachrichten auf den AirPods automatisch vorliest.

### Tastatur
Die virtuelle Tastatur QuickType verfügt über die Funktion QuickPath, die es dem Benutzer ermöglicht, mit dem Finger über die Tastatur zu streichen, um Wörter und Sätze zu vervollständigen. Diese Funktionalität war zuvor ausschließlich über Tastaturanwendungen von Drittanbietern wie SwiftKey, Adaptxt, Gboard oder Swype verfügbar. Emoji Sticker wurden in die Emoji-Tastatur integriert und können überall dort verwendet werden, wo normale Emoji verwendet werden können.

### Textbearbeitung
iOS 13 und iPadOS 13 fügen eine neue systemweite Gestenschnittstelle für Ausschneiden, Kopieren, Einfügen, Rückgängig und Wiederherstellen hinzu. Ein Streichen mit drei Fingern nach links oder oben macht den Vorgang rückgängig, drei Finger nach rechts oder unten machen ihn wieder rückgängig. Ein einfacher Drei-Finger-Tipp kopiert, ein zweiter Drei-Finger-Tipp schneidet aus, und ein Drei-Finger-Spreizen fügt ein. Ein einfaches Tippen mit drei Fingern ruft ein Kontextmenü mit allen fünf Optionen auf.
Der blaue Textcursor kann durch Gedrückthalten in Textfeldern bewegt werden, um ihn aufzuheben und zu verschieben. Viele neue Optionen für die Textauswahl wurden ebenfalls hinzugefügt: Doppeltes Tippen auf ein Wort wählt es aus, dreifaches Tippen wählt einen Satz aus, und vierfaches Tippen wählt einen Absatz aus.

### Sign in with Apple
Ein neuer Single Sign-on-Dienst, bekannt als „Sign in with Apple“, ist in iOS 13 integriert und ermöglicht es Benutzern, mit einem Minimum an persönlichen Informationen Accounts für Dienste von Drittanbietern zu erstellen. Benutzer können optional eine Wegwerf-E-Mail-Adresse für jeden Account generieren, was die Privatsphäre und Anonymität verbessert und die Menge an Informationen reduziert, die mit einer einzelnen E-Mail-Adresse verknüpft werden können.
Alle iOS-Anwendungen, die Social Login von Drittanbietern unterstützen, müssen Sign in with Apple implementieren. Die iOS-Richtlinien für Benutzeroberflächen besagen außerdem, dass Sign in with Apple in Anwendungsschnittstellen vor allen anderen Login-Anbietern hervorgehoben werden sollte.

### Leistung
iOS 13 enthält mehrere Leistungsverbesserungen. Face ID entsperrt das iPhone X, XS / XS Max und XR bis zu 30 % schneller als unter iOS 12. Ein neues Dateiformat macht App-Downloads bis zu 50 % kleiner, App-Updates bis zu 60 % kleiner und App-Starts bis zu doppelt so schnell.

### Verlängerung der Batterielebensdauer
Ähnlich wie bei vielen Laptops, verfügt iOS 13 über eine Funktion, die den Prozentsatz der Akkuladung auf 80 % begrenzt.
Den Prozentsatz des Akkus in der Mitte zu halten, anstatt ihn komplett zu laden und zu entladen, reduziert die Belastung des Akkus. Dadurch wird die Alterung des Lithium-Ionen-Akkus verringert und seine Lebensdauer verlängert.

### Haptik
Mit iOS 13 wurde ein neues Core-Haptik-Framework eingeführt. Vor iOS 13 konnten Apps nur die standardmäßigen haptischen Muster bereitstellen. Core Haptics gibt Entwicklern eine feinere Kontrolle über die Taptic Engine des iPhones, einschließlich synchronisiertem Audio, so dass Apps individuelles haptisches und akustisches Feedback geben können. Diese Funktion ist nur auf dem iPhone 8 oder neuer verfügbar. Sie wird auch nicht auf dem iPod Touch unterstützt, da diese Geräte keinen haptischen Motor haben.

### Externer Speicher
Mit iOS 13 wurde die Möglichkeit eingeführt, externe USB-Laufwerke anzuschließen. Obwohl in erster Linie für USB-Sticks und Festplatten konzipiert, funktioniert eine Vielzahl von USB-Disk-Geräten, dank der Unterstützung der SCSI-Unterklasse von USB-Massenspeicher durch das iOS. Native SCSI-Plattengeräte funktionieren ebenfalls, wenn sie mit einem SCSI zu USB-Adapter verwendet werden.

### Exposure Notification API
Am 20. Mai 2020 veröffentlichte Apple iOS 13.5, das die Exposure Notification API enthält, die den Zugriff auf das datenschutzfreundliche Kontaktverfolgungssystem von Apple und Google ermöglicht, das Apple gemeinsam mit Google entwickelt hat. Dies wird zur Unterstützung der digitalen Kontaktverfolgung bereitgestellt, die während der COVID-19-Pandemie bekannt wurde.

### ARKit 3
ARKit 3 wurde als Teil von iOS 13 veröffentlicht und brachte neue Funktionen, wie z. B. People Occlusion, wodurch AR-Objekte realistischer vor oder hinter Personen sein können. Die neuen Funktionen waren auf Geräte mit A12-Prozessoren und neuer – wie iPhone XS, iPhone XR und das 2018er iPad Pro – beschränkt. Weitere Funktionen von ARKit 3 waren multiple Gesichtserkennung und kollaborative Sitzungen.

### ARKit 3.5
Veröffentlicht mit dem 2020er iPad Pro, verbesserte ARKit 3.5 die Positionierung in virtuellen Umgebungen erheblich durch neue Anker und die Verwendung von Daten eines LiDAR-Scanners. Es verbesserte ebenfalls die Bewegungserfassung und die People Verdeckung von Personen.

### Weitere Änderungen
Die Version von iOS für iPad-Geräte wurde in iPadOS umbenannt, was den Priorität des Betriebssystems vor zusätzlichen Funktionen widerspiegelt, die vor allem für die Verwendung auf Tablets gedacht sind.
iOS 13 fügt eine offizielle Unterstützung für den Sony DualShock 4 und den Microsoft Xbox-One-Controller hinzu. iOS 13 fügt ebenfalls eine Unterstützung für drahtloses Audio Sharing für AirPods und bestimmte Beats-Kopfhörer hinzu.
Eine neue Geste zur Mehrfachauswahl ist in unterstützten Anwendungen wie Dateien und Mail verfügbar. Mehrere Elemente, wie z. B. Dateien oder E-Mails, können schnell ausgewählt werden, indem zwei Finger über die gewünschten Elemente gezogen werden.

## App-Funktionen

### Nachrichten und Memoji
Es können Benutzerprofile erstellt werden und Memoji kann als iMessage-Profilbild verwendet werden. Alle iOS-Geräte mit einem A9-Prozessor oder neuer können eigene Memoji erstellen. Memoji und Animoji können als Sticker in iMessage und anderen Apps verwendet werden; sie sind auch als reguläre Emoji und können überall dort verwendet werden, wo die Emoji-Tastatur verfügbar ist. Es gibt eine Vielzahl neuer Anpassungsmöglichkeiten für Memoji.

### Karten
Die Karten-App bietet eine neu gestaltete Karten-Benutzeroberfläche mit detaillierteren Karten und Look Around, einer Implementierung von Bildern auf Straßenebene, ähnlich wie Google Street View.

### Reminders
Neu gestaltet und von Grund auf neu aufgebaut mit neuen Funktionen wie der Fähigkeit, vorzuschlagen, wann eine Erinnerung an den Benutzer zugestellt werden soll. Und der Möglichkeit, Kontakte zu taggen, so dass Verweise auf Erinnerungen an anderer Stelle auftauchen können, z. B. in Messages.

### Photos
Die Photos App verfügt über eine neu gestaltete Benutzeroberfläche und nutzt maschinelles Lernen, um „unübersichtliche“ Bilder wie Screenshots und Dokumente automatisch auszublenden.
Photos hat eine neu gestaltete Oberfläche, die den Benutzern Fotos zeigt, die sie im letzten Jahr, Monat, Woche und Tag aufgenommen haben. Dies bringt alle Fotos auf eine Seite und zeigt Nutzern Fotos basierend auf dem, was ihr Gerät für sie vorschlägt.

### Probleme
Nach der Veröffentlichung von iOS 13 gab es eine Reihe von Problemen, einige davon betrafen den Akkuverbrauch, Anrufabbrüche und nicht richtig funktionierende Klingeltöne, was zu häufigen Software-Updates und Patches führte. Trotz der Häufigkeit der Fehlerbehebungen haben die Updates neue Probleme eingeführt.
Andere Probleme beinhalteten falsche Artworks für die Wiedergabelisten der Benutzer. Benutzer berichteten, dass das Artwork für einige Wiedergabelisten wiederholt wird oder ein anderes Bild verwendet wird.

## Systemvoraussetzungen
Diese Version wird von den untenstehenden Geräten unterstützt. iPads erhalten ab sofort das Betriebssystem iPadOS.

### iPhone
- iPhone 6S
- iPhone 6s Plus
- iPhone SE (1. Generation)
- iPhone 7
- iPhone 7 Plus
- iPhone 8
- iPhone 8 Plus
- iPhone X
- iPhone XS
- iPhone XS Max
- iPhone XR
- iPhone 11
- iPhone 11 Pro
- iPhone 11 Pro Max

### iPod Touch
- iPod Touch (7. Generation)